# Billy Hatcher and the Giant Egg
Billy Hatcher and the Giant Egg (укр. «Біллі Хетчер та гігантське яйце») — відеогра в жанрі платформер, розроблена студією Sonic Team і видана компанією Sega для консолі Nintendo GameCube восени 2003 року. 31 травня 2006 року в Європі було випущено портовану версію для персональних комп'ютерів під керуванням Microsoft Windows і Mac OS X.

## Ігровий процес
Billy Hatcher and the Giant Egg — це тривимірний платформер, ігровий процес якої обертається навколо вирощування та висиджування яєць, щоб перемогти Ворона. Гравець керує Біллі, який не може нічого зробити сам, окрім рухатися та стрибати. Однак його здібності значно розширюються, коли він тримає яйце. Котячи яйце, Біллі стає спритніший. Він також може виконувати кілька прийомів з яйцем, наприклад, замочування яєць, удари, ривки та стріляти яйцями.

### Яйця
Кольорові яйця є ще одним елементом ігрового процесу. При збиранні різних фруктів, яйця поступово збільшуватимуться у розмірі, поки з них не вилупляться якісь тварини, бонуси або додаткові життя. Кожна тварина може розвиватися по-різному, наприклад, деякі істоти народжуються після виконання певних завдань. Для проходження гри необхідно вилупитися певні яйця, оскільки вони необхідні для очищення цілей або подолання перешкод.
Гравці повинні остерігатися ворогів, тому що вони нападають не на Біллі, а на яйце. Якщо яйце має чимало пошкоджень, воно руйнується і через це не даються бонуси. Усі яйця можуть бути «втрачені», якщо гравець поставить його і піде кудись. У таких випадках яйця зникнуть через кілька секунд і потім з'являються в гнізді у найменшому розмірі. Яйця з логотипом Sonic Team можна знайти та вилупити на певних рівнях, зібравши достатню кількість курчат, тримаючи в руках друзів-тварин персонажів Sonic Team, таких як Їжак Сонік або Найтс.

### Рівні
Дія гри відбувається на планеті «Morning Land» (укр. Ранкова Країна). Планета розділена на сім етапів, шість із яких доступні відразу, останній етап відкривається після проходження попередніх етапів. Кожен етап складається з різних місій, де Біллі може збирати «Емблеми Мужності» (англ. Emblems of Courage). Мета кожної місії — виконати необхідні умови та отримати емблему як нагороду. Після виконання місії гравець отримує підсумкову оцінку, його оцінюється на основі його навичок у виконанні місії та присвоюється літера рангу, причому ранг S є найвищим. Усього місій вісім, від початку гри доступно всього п'ять, інші доступні після порятунку друзів Біллі: Ролі, Чика та Бентама.

### Сумісність із Game Boy Advance
Billy Hatcher and the Giant Egg є однією з небагатьох ігор на GameCube, яка має сумісність з Game Boy Advance. Завдяки спеціальному кабелю «Nintendo GameCube-Game Boy Advance» гравець може грати на Game Boy Advance в мініігри Puyo Pop, ChuChu Rocket! та Nights: Time Attack. Усі мініігри відкриваються після завершення певних цілей.

## Сюжет

### Персонажі
- Біллі Хетчер (англ. Billy Hatcher) — допитливий хлопчик із людського світу, головний герой гри. Йому доручають захищати старійшин і повернути світло на рідну планету «Morning Land».
- Роллі Ролл (англ. Rolly Roll) — безтурботна дівчина. Вона завжди намагається допомогти тим, хто в біді, але іноді може бути трохи легковажною.
- Чик Поучер (англ. Chick Poacher) — півень у бірюзових окулярах. Вміє добре літати. Має найбільший гребінець на голові.
- Бентам Скрамблед (англ. Bantam Scrambled) — важкий і сильний друг Біллі, Роллі та Чіка. Дотепний, але ненавидить несправедливість. Бентам використовує свої сили, щоб допомогти своїм друзям.
- Курячі старійшини — кожен регіон планети «Morning Land» керується старійшинами, які приносять ранок у світі. Ворони захопили старійшин і запечатали їх у золоті яйця.
- Ворони — монстри, які планували занурити світ у вічну ніч.
- Темний Ворон — головний антагоніст гри. Він планує використовувати гігантські яйця, щоб задовольнити свої бажання та занурити планету у темряву.
- Меньє-Фуні (англ. Menie-Funie) — бог курей, стежить за планетою. З'являється як помічник на місіях і часто каже гравцеві про те, що має бути зроблено.

### Історія
Історія починається з мирного фантастичного світу під назвою «Ранкова країна», де мешканці — курчата живуть у мирі та злагоді. Але все це руйнується, коли Темний Ворон і його армія Ворон атакують Ранкову Землю, застаючи жителів зненацька і вкриваючи Ранкову Землю ковдрою неприродної, вічної ночі.
Тим часом запізнившись на зустріч зі своїми друзями через сон, трохи пустотливий Біллі Хетчер вибігає зі свого будинку, щоб піти назустріч їм. Після прибуття Бентам каже Біллі, що він запізнився, показуючи йому кишеньковий годинник у формі яйця. І, бувши певною традицією серед чотирьох друзів, Бентам Скрамблед, Чик Браконьєр і Роллі Ролл готуються щось накласти на Біллі, але їх зупиняє слабке цвірінькання курчат. Дві ворони, які були неподалік, пірнають на курчатко, готуючись її добити, але Біллі втручається, рятуючи її, відбиваючи ворон палицею. Пташеня раптом починає світитися, перевозячи Біллі та його друзів до Ранкової землі, а Біллі опиняється у лісовому селі.
Меньє-Фуні повідомляє Біллі, що Ворони намагаються захопити Ранкову Землю і незабаром володітимуть світом людей. Йому повідомляють, що якщо він не врятує Ранкову землю, Темний Ворон принесе вічну ніч, темрява опанує серця всіх, і двома світами буде керувати зло. Потім Біллі йде й отримує Легендарний Курячий Костюм для початку подорожі, щоб звільнити шістьох Курячих Старійшин, яких Ворони ув'язнили в золотих яйцях. Урі-Урі, курячий старійшина острова Піратів, розкриває, що Темний Ворон відроджується кожні 100 років, щоб спробувати принести вічну ніч. Після того, як він звільнив старійшин, переміг шістьох босів ворон і відчинив Веселкові ворота, Біллі відправляється до Гігантського палацу, де Темний Ворон намагається вилупити гігантське яйце, щоб отримати остаточну силу.
Біллі бореться з Темним Вороном, і як тільки він перемагає його, гігантське яйце вилуплюється і виконує бажання Ворона, перетворюючи його в тіньового демона у формі ворони, якого називають Крайнім Вороном. Потім починається другий бій. Крайній Ворон атакує Біллі, знищуючи Курячий костюм. Після цього Біллі повинен уникати його нападів, поки Меньє-Фуніне заговорить з ним, кажучи йому, що він не повинен здаватися. Потім з емблем мужності він зібрав новий і покращений Сонячний костюм, наповнений силою мужності. Далі він використовує цю силу, щоб повернути атаки Крайнього Ворона проти нього.
Біллі нарешті перемагає Крайнього ворона, коли його серце вибухає, повністю припиняючи його існування та повернення. Сила гігантського яйця відновлює справжній ранок землі надалі. Після того, як він і його друзі повертаються туди, де вони увійшли в Ранкову країну, вони повертають Курячі костюми й повертаються у свій світ. Коли вони вже йдуть Біллі засмучений, що йому доводиться покинути Ранкову землю. Четверо друзів махають рукою на прощання, і вони повертаються. Після їхнього повернення у світ людей, Біллі знаходиться на невеликій відстані від своїх друзів. Вони привертають його увагу, сміючись над ним, і він підбігає до них, приєднуючись до друзів, закінчується гра курячим пером, який повільно падає з неба.

## Розробка
Продюсер Юдзі Нака в інтерв'ю сайту IGN заявив, що яйця були обрані як головний елемент геймплею, для того, щоб гравець міг отримати задоволення від догляду за ними, а також через почуття очікування «бо ви не знаєте, що вилупиться з яйця». Тварини були введені в гру, щоб передати настрій пригоди, на відміну від віртуальних домашніх вихованців Чао з Sonic Adventure 2. Nintendo GameCube була обрана як платформа на противагу конкуруючим приставкам PlayStation 2 і Xbox маючи великий попит, тому Нака вважав, що гра буде цінуватися як сімейна. У Billy Hatcher and the Giant Egg використовується рушій, названий Юдзі Накой як «еволюційний рушій Sonic Adventure 2». Гра також була присутня на виставці Electronic Entertainment Expo, що проходила в 2003.
Випуск Billy Hatcher and the Giant Egg відбувся 23 вересня 2003 року в Північній Америці, 9 жовтня того ж року в Японії, де гра видавалася під назвою Giant Egg: Billy Hatcher no Daibouken (яп. ジャイアントエッグ～ビリー・ハッチャーの大冒険～, Дзяйанто Еґу Бірі: Хаття: но Дайбо:кен), та 31 жовтня в Європі. У 2006 році Billy Hatcher and the Giant Egg була портована на персональні комп'ютерні під керуванням Microsoft Windows і Mac OS X і випущена 31 травня в Європі. Версія для Windows має невеликі відмінності в ігровому процесі, наприклад, дещо змінена система камер, відсутність мертвої зони під час прицілювання з гармати та ворог, для перемоги якого потрібно два удари, на відміну від одного в оригінальній версії GameCube.

## Саундтрек

Обкладинка музичного альбому The Original Sound Track Album Of Giant Egg ~ Music Popped Out Of The Egg

Вся музика в Billy Hatcher and the Giant Egg була написана композиторами Марікою Намбою та Томою Отані. Заголовну тему гри «Chant This Charm ~Theme of Giant Egg~» виконала Юкарі Фреш. 6 листопада 2003 року був випущений музичний альбом із саундтреком гри The Original Sound Track Album Of Giant Egg ~ Music Popped Out Of The Egg (яп. ジャイアントエッグ　オリジナルサウンドトラック, Дзяйянто Еґу Орідзінару Саундоторакку). Він був виданий Wave Master та Avex Distribution і містив 29 композицій.
Треки «Tumbling Xylophone», «Bossa Nova of Briny Air», «A Jack-in-the-Box!», «Volcanic Orchestra» і «Billy's Courage» пізніше були використані в грі Sonic & Sega All-Stars Racing (2010).
| The Original Sound Track Album Of Giant Egg ~ Music Popped Out Of The Egg | The Original Sound Track Album Of Giant Egg ~ Music Popped Out Of The Egg | The Original Sound Track Album Of Giant Egg ~ Music Popped Out Of The Egg | The Original Sound Track Album Of Giant Egg ~ Music Popped Out Of The Egg | The Original Sound Track Album Of Giant Egg ~ Music Popped Out Of The Egg |
| #                                                                         | Назва                                                                     | Автор слів                                                                | Виконавець                                                                | Тривалість                                                                |
| ------------------------------------------------------------------------- | ------------------------------------------------------------------------- | ------------------------------------------------------------------------- | ------------------------------------------------------------------------- | ------------------------------------------------------------------------- |
| 1.                                                                        | «Chant This Charm ~Theme of Giant Egg~»                                   | Маріко Намба, Томоя Отані, Кан Хасімото                                   | Юкарі Фреш                                                                | 5:20                                                                      |
| 2.                                                                        | «Lesson E.G.G!»                                                           |                                                                           |                                                                           | 0:36                                                                      |
| 3.                                                                        | «G.I.A.N.T.E.G.G! ~Opening Theme~»                                        |                                                                           |                                                                           | 3:30                                                                      |
| 4.                                                                        | «The Beginning of Adventure»                                              |                                                                           |                                                                           | 1:45                                                                      |
| 5.                                                                        | «Tumbling Xylophone»                                                      |                                                                           |                                                                           | 1:59                                                                      |
| 6.                                                                        | «Take Upper Fruit!»                                                       |                                                                           |                                                                           | 1:56                                                                      |
| 7.                                                                        | «Passionate & Silent Sea»                                                 |                                                                           |                                                                           | 1:50                                                                      |
| 8.                                                                        | «Let’s Go Easy»                                                           |                                                                           |                                                                           | 2:30                                                                      |
| 9.                                                                        | «Bossa Nova of Briny Air»                                                 |                                                                           |                                                                           | 2:00                                                                      |
| 10.                                                                       | «Rumbling Blues»                                                          |                                                                           |                                                                           | 1:38                                                                      |
| 11.                                                                       | «Bony Dinosaur Dance»                                                     |                                                                           |                                                                           | 2:07                                                                      |
| 12.                                                                       | «Volcanic Orchestra»                                                      |                                                                           |                                                                           | 1:47                                                                      |
| 13.                                                                       | «Bang! Bang! Big Hornes Explosion»                                        |                                                                           |                                                                           | 5:36                                                                      |
| 14.                                                                       | «Lullaby of Snow Mountain»                                                |                                                                           |                                                                           | 2:00                                                                      |
| 15.                                                                       | «Sound of Fanfare»                                                        |                                                                           |                                                                           | 3:05                                                                      |
| 16.                                                                       | «Pinball-Like Echo»                                                       |                                                                           |                                                                           | 2:00                                                                      |
| 17.                                                                       | «Odd March»                                                               |                                                                           |                                                                           | 2:09                                                                      |
| 18.                                                                       | «Pop A Parade»                                                            |                                                                           |                                                                           | 3:10                                                                      |
| 19.                                                                       | «A Jack-In-The-Box!»                                                      |                                                                           |                                                                           | 2:27                                                                      |
| 20.                                                                       | «Head for the Top»                                                        |                                                                           |                                                                           | 1:47                                                                      |
| 21.                                                                       | «Sandstorm Sitar»                                                         |                                                                           |                                                                           | 2:20                                                                      |
| 22.                                                                       | «Afternoon Desert»                                                        |                                                                           |                                                                           | 2:16                                                                      |
| 23.                                                                       | «Legendary Egg»                                                           |                                                                           |                                                                           | 2:38                                                                      |
| 24.                                                                       | «Bossy Crow»                                                              |                                                                           |                                                                           | 2:10                                                                      |
| 25.                                                                       | «Billy’s Courage»                                                         |                                                                           |                                                                           | 3:51                                                                      |
| 26.                                                                       | «Thanks for the Peaceful Today»                                           |                                                                           |                                                                           | 2:26                                                                      |
| 27.                                                                       | «A Charm»                                                                 |                                                                           |                                                                           | 0:26                                                                      |
| 28.                                                                       | «Chant This Charm ~Theme of Giant Egg~ Instrumental»                      |                                                                           |                                                                           | 5:28                                                                      |
| 29.                                                                       | «Hidden Track»                                                            |                                                                           |                                                                           | 2:00                                                                      |

## Оцінки та відгуки
| Агрегатор    | Оцінка  |
| ------------ | ------- |
| GameRankings | 72,93 % |
| Metacritic   | 71/100  |

| Видання                   | Оцінка  |
| ------------------------- | ------- |
| AllGame                   | [ 6 ]   |
| Computer and Video Games  | 8,0/10  |
| Edge                      | 7/10    |
| Electronic Gaming Monthly | 7,83/10 |
| Eurogamer                 | 7/10    |
| G4                        | 3/5     |
| Game Informer             | 7/10    |
| GamePro                   | 4,0/5   |
| GameRevolution            | C       |
| GameSpot                  | 6,7/10  |
| GameSpy                   | [ 13 ]  |
| GameZone                  | 7,8/10  |
| IGN                       | 7,7/10  |
| Nintendo Power            | 4,5/5   |
| Nintendo World Report     | 8/10    |
| Страна игр                | 6,0/10  |

За даними агрегатора оглядів відеоігор Metacritic, Billy Hatcher and the Giant Egg отримав змішані або позитивні відгуки. У Японії Famitsu оцінив за всіма чотирима параметрами на вісім, що становить 32 бали з 40.
Критики високо оцінили візуальні елементи, музику, стиль гри та багатокористувацький режим, водночас критикуючи на проблеми з фізикою, камерою та дуже простим сюжетом. GameSpot назвав гру від Sonic Team «не найкращою». Сайт IGN із недоліків відзначив звук, графічні та механічні недоліки, але назвав гру «твердим платформером-головоломкою». GameZone у своєму огляді сказав, що гра може сподобатися фанатам Super Monkey Ball.
Вона була номінована на 1-шу премію British Academy Game Awards за найкращу гру для GameCube. Гра була комерційною бомбою, продавши лише близько 250 000 копій по всьому світу.

### Вплив
Хоча гра не отримала сиквел, Біллі Хетчер з'являється в декількох іграх серій Sonic the Hedgehog і Sega Superstars. Так, наприклад, у Sega Superstars присутня мінігра за мотивами гри Billy Hatcher and the Giant Egg, де гравець за допомогою камери EyeToy і рук повинен допомогти Біллі розтрощити ворогів і зібрати яйця по дорозі. У Sonic & Sega All-Stars Racing, Біллі — грабельний персонаж.
У Sonic Riders на трасі «SEGA Carnival» Біллі Хетчер з'являється як камео. У сиквелі цієї гри, Sonic Riders: Zero Gravity, він є повноцінним ігровим персонажем, у якого є власна дошка (так званий «ейрборд»).
Біллі та кілька персонажів з гри також з'явилися в Worlds Unite, сюжетному кросовері 2015 року між серією коміксів Sonic the Hedgehog та Mega Man, опублікованою Archie Comics.